# Malval
Malval is een plaats en voormalige gemeente in het Franse departement Creuse in de regio Nouvelle-Aquitaine en telt 46 inwoners (2009). De plaats maakt deel uit van het arrondissement Guéret. Malval is op 1 januari 2019 gefuseerd met de gemeente Linard tot de gemeente Linard-Malval. 

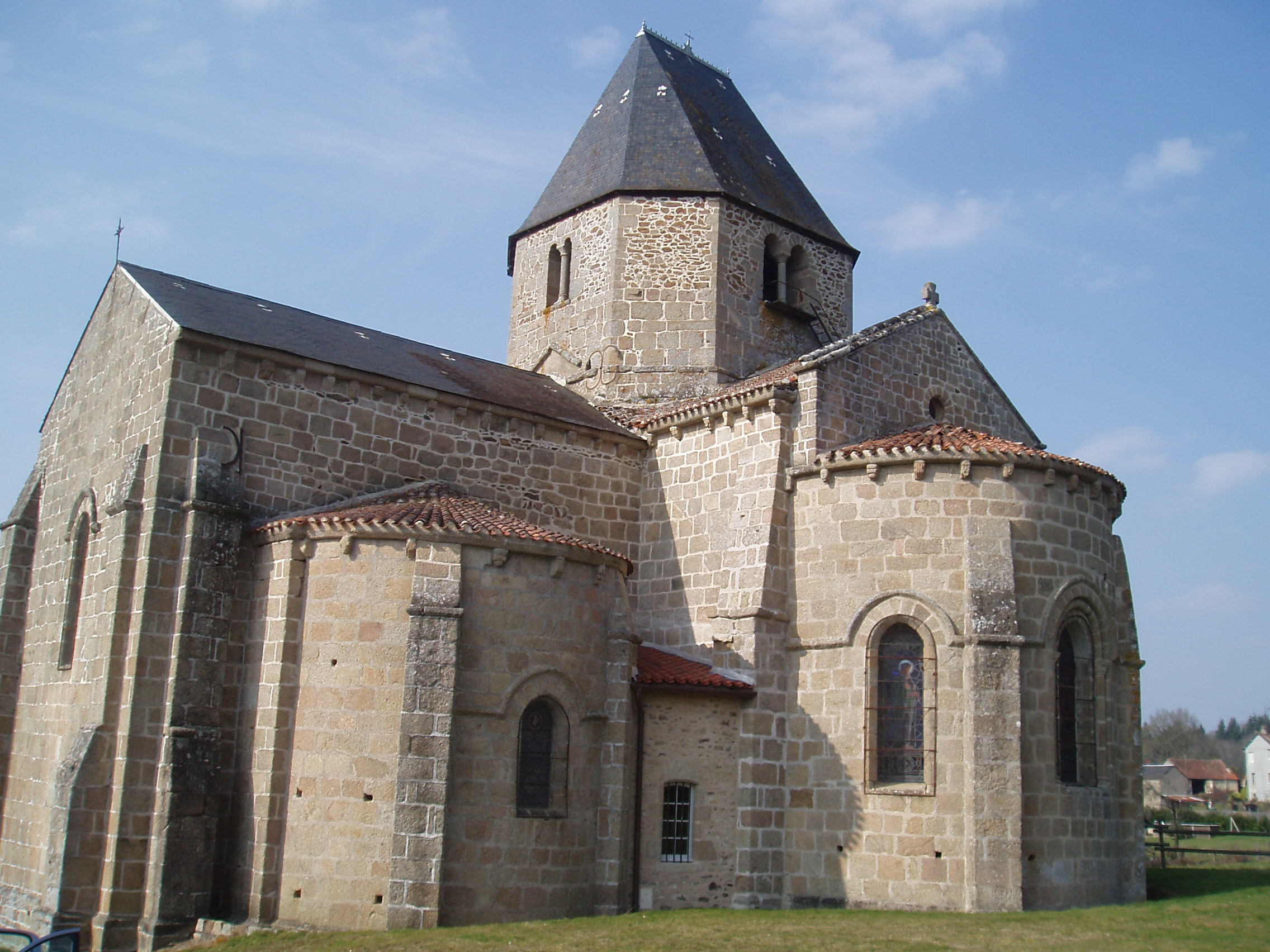
Kerk van Malval
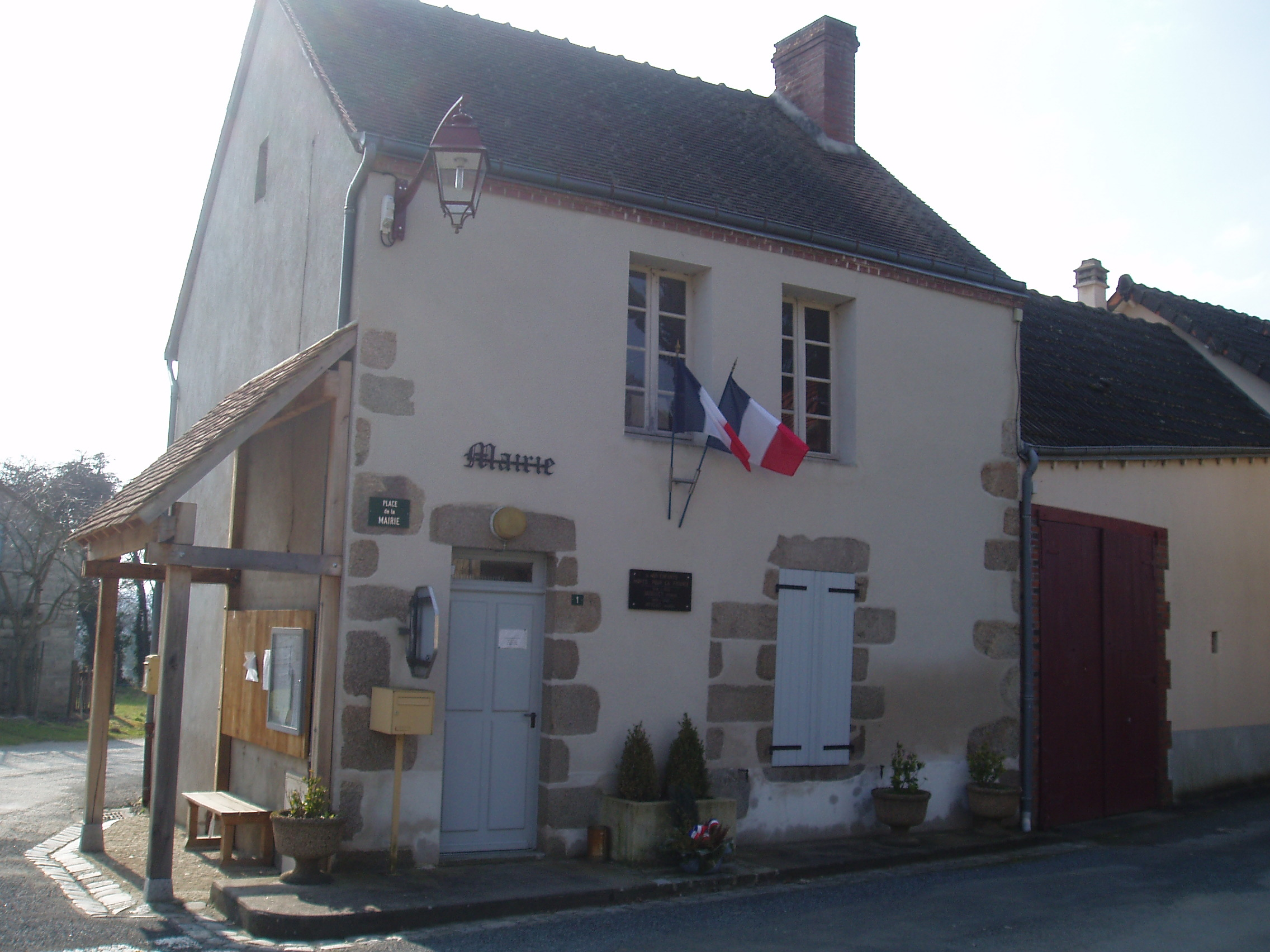
Voormalig gemeentehuis

## Geografie
De oppervlakte van Malval bedraagt 4,2 km², de bevolkingsdichtheid is dus 11 inwoners per km².
De onderstaande kaart toont de ligging van Malval met de belangrijkste infrastructuur en aangrenzende gemeenten.

## Demografie
Onderstaande figuur toont het verloop van het inwonertal.